# John R. Thomas
John Robert Thomas (* 11. Oktober 1846 in Mount Vernon, Illinois; † 19. Januar 1914 in McAlester, Oklahoma) war ein US-amerikanischer Jurist und Politiker. Zwischen 1879 und 1889 vertrat er den Bundesstaat Illinois im US-Repräsentantenhaus.

## Werdegang
John Thomas besuchte die öffentlichen Schulen seiner Heimat und danach das Hunter Collegiate Institute in Princeton (Indiana). Während des Bürgerkrieges diente er in einem Infanterieregiment aus Indiana, das zum Heer der Union gehörte. Dabei brachte er es bis zum Hauptmann. Nach einem anschließenden Jurastudium und seiner 1869 erfolgten Zulassung als Rechtsanwalt begann er in diesem Beruf zu arbeiten. In den Jahren 1869 und 1870 war er juristischer Vertreter der Stadt Metropolis. Zwischen 1871 und 1874 amtierte er als Staatsanwalt. Gleichzeitig schlug er als Mitglied der Republikanischen Partei eine politische Laufbahn ein.
Bei den Kongresswahlen des Jahres 1878 wurde Thomas im 18. Wahlbezirk von Illinois in das US-Repräsentantenhaus in Washington, D.C. gewählt, wo er am 4. März 1879 die Nachfolge des Demokraten William Hartzell antrat. Nach vier Wiederwahlen konnte er bis zum 3. März 1889 fünf Legislaturperioden im Kongress absolvieren. Seit 1883 vertrat er dort den damals neu eingerichteten 20. Distrikt seines Staates. Zwischen 1881 und 1883 war er Vorsitzender des Ausschusses zur Verbesserung der Deichanlagen am Mississippi. Im Jahr 1888 verzichtete er auf eine weitere Kandidatur.
Nach dem Ende seiner Zeit im US-Repräsentantenhaus praktizierte Thomas als Anwalt in Muskogee im späteren Bundesstaat Oklahoma, das damals noch zum Indianer-Territorium gehörte. Zwischen 1897 und 1901 war er Bundesrichter in diesem Gebiet. Zwischen 1908 und 1910 gehörte er der Gesetzgebungskommission des im Jahr 1907 entstandenen Staates Oklahoma an. Danach setzte er seine Anwaltstätigkeit in Muskogee fort. John Thomas starb am 19. Januar 1914 in McAlester und wurde zunächst in Muskogee beigesetzt. Später wurde er auf den Nationalfriedhof Arlington in Virginia umgebettet.